# バルヴァーノ
バルヴァーノ（イタリア語: Balvano）は、イタリア共和国バジリカータ州ポテンツァ県にある、人口約1,800人の基礎自治体（コムーネ）。

## 地理

### 位置・広がり

#### 隣接コムーネ
隣接するコムーネは以下の通り。括弧内のSAはサレルノ県（カンパニア州）所属を示す。
- バラジャーノ
- ベッラ
- ムーロ・ルカーノ
- ピチェルノ
- リチリアーノ (SA)
- ロマニャーノ・アル・モンテ (SA)
- ヴィエトリ・ディ・ポテンツァ